# Єн Борґ
Єн Борґ, Ієн Борг (28 лютого 1986) — мальтійський політик, міністр закордонних і європейських справ і торгівлі. Член парламенту з 2013 року.

## Життєпис
Народився 28 лютого 1986 року в Пієта, Мальта. Він здобув ступінь доктора права в Університеті Мальти у 2012 році після успішного захисту докторського ступеня з права, диплома з публічної нотаріальної практики та ступеня бакалавра права.
Ян Борг розпочав свою політичну кар'єру в 2005 році з обрання мером свого рідного міста Дінглі, та переобирався у 2008 і 2012 роках. У 2013 році він вперше брав участь у загальних виборах за мандатом партії Laburista. Він був обраний найбільшою кількістю голосів у 7-му окрузі з 4186 голосами. Колишній прем'єр-міністр Джозеф Мускат призначив його членом кабінету міністрів та обійняв посаду парламентського секретаря з питань головування в ЄС у 2017 році та фондів ЄС. Він відповідав за національну підготовку до успішного головування Мальти в Раді ЄС у 2017 році, а також за посилення процесу абсорбції фондів ЄС у напрямі до більш ефективної та прозорої практики.
У червні 2017 року Міністр транспорту, інфраструктури та капітальних проєктів, керував великою кількістю чудових проєктів, включаючи завершення амбітного проєкту нової інфраструктури для просування альтернативних засобів пересування. Морський та авіаційний сектори теж зазнали кілька масштабних реформ на головних артеріях і розв'язках по всьому острову, а також впровадження безпрецедентного проєкту житлових доріг вартістю 700 мільйонів євро. Під час останнього законодавчого зібрання він також подбав про створення дорожнього агентства Infrastructure Malta, яке назавжди змінило спосіб планування та реалізації інфраструктурних проєктів.
Призначений міністром закордонних і європейських справ і торгівлі в березні 2022 року, на початку 14-го законодавчого органу.. Його поточна роль включає відповідальність за підтримку зовнішніх відносин Мальти та управління її міжнародними дипломатичними місіями. У червні 2022 року під його керівництвом на посаді міністра закордонних справ Мальту було обрано до Ради Безпеки ООН. Після цього Мальту також було обрано до Міністерської групи дій Співдружності під час CHOGM 2022.